# Perequazione (diritto)
Il termine perequazione viene usato in diversi rami del diritto (in particolare nel campo pensionistico e urbanistico), per indicare un atto o un'azione che abbia lo scopo di eliminare le discriminazioni o sanare eventuali svantaggi subiti.

## Urbanistica
Con il termine perequazione in urbanistica si intende il principio "la cui applicazione tende ad ottenere due effetti concomitanti e speculari: la giustizia distributiva nei confronti dei proprietari dei suoli chiamati ad usi urbani, e la formazione di, senza espropri e spese, un patrimonio pubblico di aree al servizio della collettività" (S. Pompei, Il piano regolatore perequativo, Milano, 1998)
La perequazione non va confusa con la compensazione, attraverso la quale si concedono diritti edificatori a fronte della gratuita cessione di terreni privati per la costruzione di opere pubbliche o della realizzazione di opere di urbanizzazione.
Con una certa approssimazione, dovuta alla varietà della terminologia impiegata dai contributi scientifici e dai legislatori regionali, si può ritenere perequativo il piano urbanistico nel quale ricorrano questi due elementi:
1. Omogenea attribuzione dei diritti edificatori tra i proprietari (a prescindere quindi dall'eventuale edificabilità dell'area);
2. Possibilità di trasferire i diritti edificatori da un'area ad un'altra.

### Tipologie di perequazione urbanistica
A seconda dell'area del territorio comunale interessata dal meccanismo perequativo si può avere:
- Perequazione urbanistica di comparto, che avendo come finalità la realizzazione di quanto previsto nel piano urbanistico, permette ai proprietari di territori di accordarsi tra di loro riguardo alla concentrazione di volumetrie all'interno di una determinata area, in modo tale da non creare svantaggi per alcuno;
- Perequazione urbanistica estesa, che nell'ambito della realizzazione di quanto previsto nel piano urbanistico, dà la possibilità ai proprietari di determinate aree di realizzare su alcuni lotti una concentrazione delle volumetrie e nel contempo, negli altri, la realizzazione di opere di interesse collettivo.

## Pensionistica
La perequazione è anche il meccanismo usato per adeguare le pensioni all'inflazione rivalutando i trattamenti pensionistici.

## Tariffe della distribuzione di gas naturale
La perequazione tariffaria della distribuzione del gas naturale è stata introdotta dall'Autorità di regolazione per energia reti e ambiente allo scopo di equilibrare i maggiori ricavi conseguiti o i minori costi sostenuti dalle imprese di distribuzione, per la fornitura di specifici servizi, a seguito dell'introduzione di un'unica tariffa a livello nazionale. Con la perequazione si intendono compensare eventuali scostamenti, nei ricavi o nei costi, che non dipendono dall'efficienza delle imprese, ma sono piuttosto imputabili a fattori esogeni (ad esempio: caratteristiche della aree o della clientela servita), nonché all’effettiva consistenza delle infrastrutture gestite.
Il meccanismo della perequazione tariffaria della distribuzione gas è normato dalle delibere AEEGSI ARG/gas 159/08 e ARG/com 185/09.
Tali delibere assegnano alla Cassa per i servizi energetici e ambientali l'onere di:
- quantificare e provvedere alla relativa erogazione dei saldi di perequazione inerenti ai singoli settori;
- richiedere alle imprese obbligate, secondo tempistiche prestabilite, le informazioni necessarie; nonché
- provvedere alla quantificazione d'ufficio degli importi, in caso di inadempienza nella trasmissione dei dati.

In particolare, ai sensi dell'art. 51.4 dell'allegato A alla delibera ARG/gas 159/08, le imprese distributrici di gas naturale sono obbligate a trasmettere alla CSEA, entro una determinata scadenza di ciascun anno, tutte le informazioni necessarie al calcolo dell'ammontare dei saldi di perequazione relativi all'anno precedente.
La perequazione tariffaria è alimentata dal gettito rinveniente dall’applicazione della componente UG1 (oneri generali di sistema) presente nelle fatture emesse a carico degli utenti finali.

### Tipologie di perequazione tariffaria
Per il periodo di regolazione 2014-19, la perequazione tariffaria della distribuzione gas si articola in:
a) perequazione dei ricavi relativi al servizio di distribuzione;
b) perequazione dei costi relativi al servizio di misura.